# Friedrich Lux
Friedrich Lux (Ruhla, Turíngia, 24 de novembre de 1820 - 9 de juliol de 1895) fou un director d'orquestra, organista i compositor alemany.

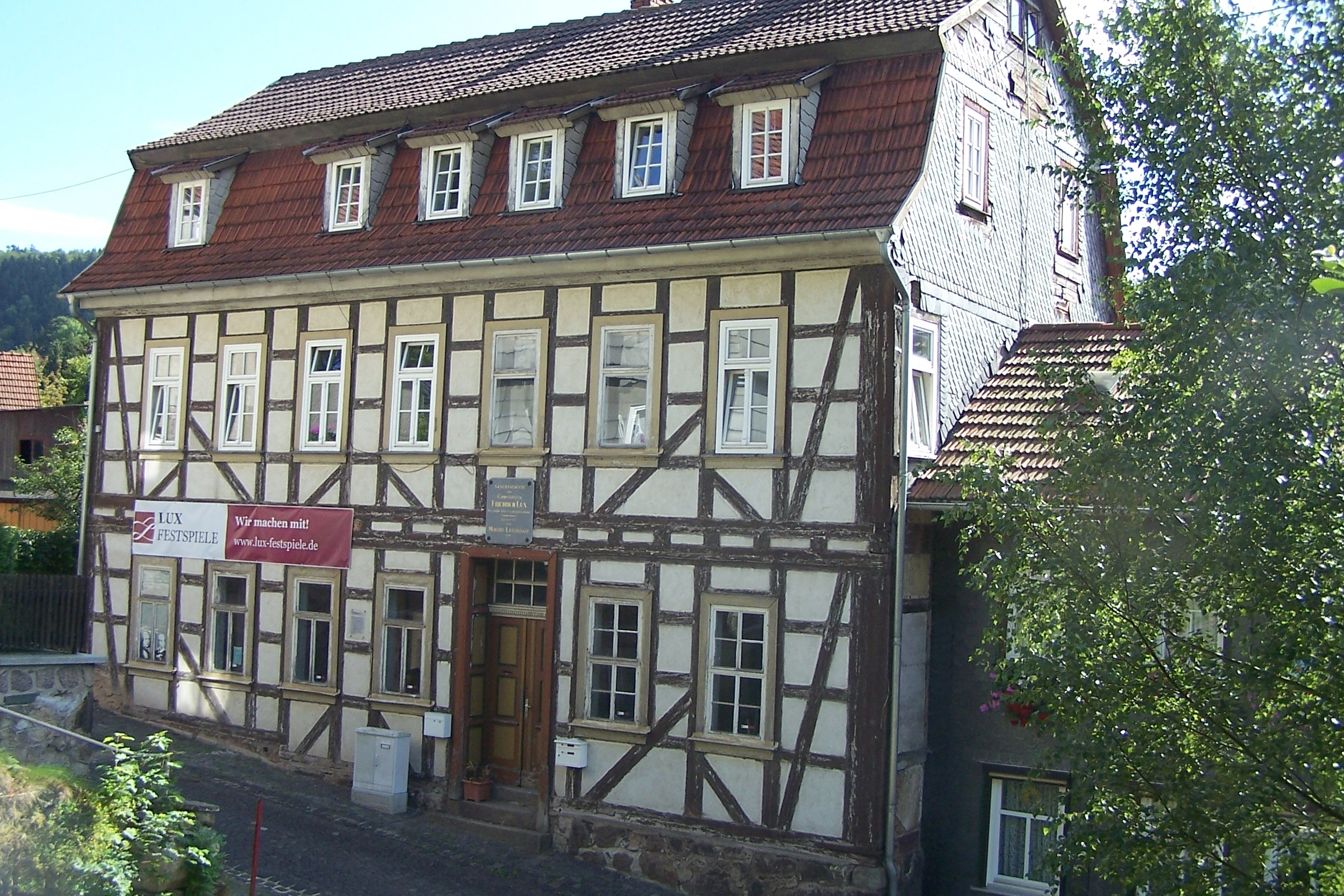
Casa d'entramat de fusta a Ruhla on va nàixer

Son pare, el també compositor Georg Heinrich Lux (1779-1861) li va donar la primera educació musical. Amb dotze anys, va donar el seu primer concert d'orgue a Gotha. Als setze anys es donà conèixer per una cantata que va obtenir un brillant èxit, i pocs mesos després es representà al teatre de la seva vila natal l'òpera Das Kätchen von Heilbronn, que també fou molt aplaudida. Posteriorment va recórrer diverses ciutats fent-se aplaudir com a organista, i, per acabar, fou nomenat director d'orquestra del teatre de Magúncia.
A més de les obres citades, és autor d'una simfonia, d'una missa amb cors, marxes, fantasies, corals, etc.